# Hsziao Ji
Hsziao Ji (Xiao Yi) király Kína első történeti dinasztiájának, a Sang (Shang)-ház a 20. vagy 21. uralkodója.

## Élete, uralkodása
A Nagy Történetíró, Sze-ma Csien (Sima Qian) művében, A történetíró feljegyzései szerint Hsziao Ji (Xiao Yi) a Sang (Shang)-dinasztia 21. uralkodója volt, aki a bátyját, Hsziao Hszin (Xiao Xin)t követte a trónon. A korabeli jóslócsont-feliratok alapján rekonstruálható uralkodói lista szerint azonban a Sang (Shang)-ház 20. királya volt. Trónra lépésekor fővárosát Jin (Yin)ben (殷) rendezte be. Uralkodása 6. évében elrendelte, hogy fia, Vu Ting (Wu Ding) Ho (He)ben (河) telepedjen le és Kanpan (Ganpan)ban (甘盘) folytassa a tanulmányait. 10 éven át uralkodott, örökébe pedig a fia, Vu Ting (Wu Ding) lépett.